# TOPtrendy 2008
VI Sopot TOPtrendy Festiwal odbył się w dniach od 4 do 6 lipca 2008 w Operze Leśnej w Sopocie. Po raz pierwszy festiwal dostępny był za darmo w sieci.

## Koncert TOP
Koncert TOP odbył się 4 lipca. Udział w nim wzięli artyści, którzy sprzedali najwięcej płyt w okresie lipiec 2006 – grudzień 2007. Poprowadzili go Krzysztof Ibisz wraz z Katarzyną Cichopek.
Klasyfikacja TOP 10:
1. Raz, Dwa, Trzy (Młynarski)
2. Feel (Feel)
3. Maleńczuk & Waglewski (Koledzy)
4. Anna Maria Jopek (ID)
5. Edyta Górniak (EKG)
6. Doda (Diamond Bitch)
7. Kombii (Ślad)
8. Smolik (3)
9. Rafał Blechacz (Chopin – The Complete Preludes)
10. Krzysztof Krawczyk (Tacy samotni)

Ponadto na koncercie TOP wystąpili: Piotr Polk, Maryla Rodowicz i zespół Hey.

## Koncert Trendy
Koncert Trendy odbył się 5 lipca.
Udział wzięli:
1. Manchester
2. Video
3. Mikromusic
4. LOV
5. Mietall Waluś Magazine
6. Jarek Wist
7. Cuts
8. Maja Sikorowska
9. Plateau

Nagrodę prezydenta miasta Sopot otrzymał zespół Mikromusic

Nagrodę dziennikarzy otrzymał zespół Video

Nagrodę internautów otrzymał zespół Manchester

Nagrodę jury otrzymał zespół LOV (promocja w radiu RMF FM)

Nagrodę telewidzów otrzymał zespół Manchester (promocja w telewizji Polsat)

## Koncert jubileuszowy T.Love
Koncert odbył się 4 lipca, z okazji 25-lecia zespołu T.Love.

## Życie jak wino – Koncert z okazji 45-lecia pracy artystycznej Krzysztofa Krawczyka
Koncert odbył się 5 lipca, wystąpili w nim oprócz Krzysztofa Krawczyka takie gwiazdy jak Muniek Staszczyk, Edyta Bartosiewicz, Łukasz Zagrobelny, Edyta Górniak, Trubadurzy, oraz Norbi.

## Sopocka Noc Kabaretowa
6 lipca, trzeciego, ostatniego dnia festiwalu, odbyła się Sopocka Noc Kabaretowa na której wystąpiły najlepsze polskie kabarety. Sopocką Noc Kabaretową prowadzili: Cezary Pazura, Piotr Bałtroczyk oraz Olaf Lubaszenko.
Udział wzięli:
1. Marcin Daniec
2. Kabaret Ani Mru Mru
3. Kabaret Moralnego Niepokoju
4. Cezary Pazura
5. Jerzy Kryszak
6. Koń Polski
7. Łowcy.B
8. Kabaret Rak
9. Kabaret Młodych Panów
10. Kabaret Paranienormalni
11. Kabaret pod Wyrwigroszem
12. Grzegorz Halama
13. Grupa Wokalna Szafa Gra

## Składanka Top Trendy 2008
Top Trendy 2008 – kolokacja zawierająca piosenki festiwalu TOPtrendy 2008. Składa się z dwóch płyt:
- CD 1 (koncert TOP):

1. Krzysztof Krawczyk – Tylko Ty, tylko ja - ze sobą i dla siebie
2. Smolik (feat. Kasia Kurzawska) – Cye
3. Kombii – Ślad
4. Doda – Katharsis
5. Edyta Górniak – List
6. Anna Maria Jopek – Spróbuj mówić kocham
7. Maciej Maleńczuk & Wojciech Waglewski – Koledzy
8. Feel – A gdy jest już ciemno
9. Raz, Dwa, Trzy – Jesteśmy na wczasach
10. Hey – [sic!]
BONUS TOP 2008:
11. T.Love – Chłopaki nie płaczą
12. Krzysztof Krawczyk – Życie jak wino

- CD 2 (koncert trendy 2008):

1. CUTS – Kochać Cię chcę
2. Maja Sikorowska – Koledzy taty
3. Mikromusic – Słonecznik
4. Plateau – Nic nie pachnie tak jak ty
5. Mietall Waluś Magazine – Słońce
6. Manchester – Dziewczyna gangstera
7. Video – Idę na plażę
8. Jarek Wist – Zawsze wracaj
BONUS TRENDY 2008:
9. Bracia – Jeszcze raz
10. Bracia – We Are The Champions

## Oglądalność
| 04.07.2008     |                |                |             |         |         |
| Koncert        | Start          | Koniec         | Oglądalność | Udziały | Udziały |
| Koncert        | Start          | Koniec         | Oglądalność | 4+      | 16-49   |
| TOP            | 20:00          | 20:42          | 2 503 324   | 21,29%  | 21,89%  |
| TOP            | 20:58          | 21:44          | 2 985 829   | 22,86%  | 22,23%  |
| TOP            | 22:05          | 23:40          | 2 699 077   | 28,62%  | 28,34%  |
| T.Love         | 00:01          | 01:07          | 704 949     | 17,30%  | 19,30%  |
| średnia        | średnia        | średnia        | 2 157 317   | 23,86%  | 24,10%  |
| 05.07.2008     |                |                |             |         |         |
| Koncert        | Start          | Koniec         | Oglądalność | Udziały | Udziały |
| Koncert        | Start          | Koniec         | Oglądalność | 4+      | 16-49   |
| Życia jak wino | 20:08          | 20:52          | 1 977 979   | 18,16%  | 16,84%  |
| Życia jak wino | 21:08          | 21:54          | 2 508 196   | 20,05%  | 16,41%  |
| Trendy         | 22:11          | 23:22          | 1 495 986   | 13,84%  | 13,27%  |
| Trendy         | 23:36          | 00:29          | 1 007 195   | 16,16%  | 16,92%  |
| średnia        | średnia        | średnia        | 1 697 507   | 16,95%  | 15,53%  |
| 06.07.2008     |                |                |             |         |         |
| Kabareton      | Start          | Koniec         | Oglądalność | Udziały | Udziały |
| Kabareton      | Start          | Koniec         | Oglądalność | 4+      | 16-49   |
| Kabareton      | 20:09          | 20:59          | 3 860 974   | 32,40%  | 38,12%  |
| Kabareton      | 21:05          | 21:55          | 4 239 296   | 31,75%  | 38,85%  |
| Kabareton      | 22:08          | 23:36          | 4 047 873   | 39,32%  | 45,07%  |
| Kabareton      | 23:51          | 00:23          | 2 763 758   | 52,55%  | 60,38%  |
| średnia        | średnia        | średnia        | 3 856 425   | 36,19%  | 42,93%  |
| średnia ogółem | średnia ogółem | średnia ogółem | 2 561 147   | 25,95%  | 27,97%  |

źródło: AGB Nielsen Media Research
Podczas transmitowania festiwalu Polsat miał największe udziały w rynku telewizyjnym. Festiwal miał najwyższą oglądalność spośród wszystkich edycji TOPtrendy.